# Valley-Hi
Valley-Hi é um distrito localizado no estado norte-americano de Pensilvânia, no Condado de Fulton.

## Demografia
Segundo o censo norte-americano de 2000, a sua população era de 20 habitantes.
Em 2006, foi estimada uma população de 19, um decréscimo de 1 (-5.0%).

## Geografia
De acordo com o United States Census Bureau tem uma área de
1,5 km², dos quais 1,3 km² cobertos por terra e 0,2 km² cobertos por água.

## Localidades na vizinhança
O diagrama seguinte representa as localidades num raio de 20 km ao redor de Valley-Hi.